# Modo eólio
O modo eólio é um modo musical ou, no uso moderno, uma escala diatônica também chamada de escala menor natural. Nas teclas brancas do piano, é a escala que começa com lá (A). Sua forma de intervalo ascendente consiste em nota chave, tom inteiro, meio tom, tom inteiro, tom inteiro, meio tom, tom inteiro, tom inteiro. Isso significa que, em lá eólio (ou lá menor), você tocaria lá (A), subiria um tom inteiro (duas teclas de piano) até si (B), subiria meio tom (uma tecla de piano) até dó (C) e depois subiria um tom inteiro até ré (D), um tom inteiro para mi (E), meio tom para fá (F), um tom inteiro para sol (G) e um tom final para um lá (A) alto.
A reprodução de áudio não é suportada no seu ''browser''. Você pode descarregar o ficheiro de áudio.

## História
A palavra eólio, como os nomes de outros tonoi e harmoniai gregos antigos, é uma designação étnica: neste caso, para os habitantes de Aeolis (Αἰολίς) — as Ilhas eólias e o distrito costeiro adjacente da Ásia menor. Na teoria musical da Grécia antiga, era um nome alternativo (usado por alguns escritores posteriores, como Cleonides [en]) para o que Aristóxeno chamava de  tonos lídio baixo (no sentido de uma afinação geral particular do sistema musical – não uma escala), nove semitons acima da "posição da voz" mais baixa, que foi chamada de hipodórico [en]. Em meados do século XVI, este nome foi dado por Heinrich Glarean ao seu nono modo recém-definido, com a espécie de oitava [en] diatônica [en] das notas naturais estendendo-se uma oitava de lá a lá — correspondendo à escala menor natural moderna. Até então, a teoria do canto reconhecia oito modos musicais: as escalas naturais relativas em ré (D), mi (E), fá (F) e sol (G), cada uma com suas contrapartes autênticas e plagais, e com a opção de B♭ em vez de B♮ em vários modos.
Em 1547, Heinrich Petri [en] publicou o Dodecachordon de Heinrich Glarean em Basel. Sua premissa tinha como ideia central a existência de doze modos diatônicos [en] em vez de oito, incluindo um par separado de modos cada um nos finais lá (A) e dó (C). Finais nessas notas, assim como em B♮, foram reconhecidas na teoria do canto pelo menos desde Hucbald no início do século X, mas eram consideradas meramente transposições das finais regulares uma quinta abaixo. No século XI, Guido de Arezzo, no capítulo 8 de seu Micrologus, designou esses finais transpostos lá (A), si (B♮) e dó (C) como "affinais", e mais tarde ainda o termo "confinal" foi usado da mesma maneira. Em 1525, Pietro Aaron foi o primeiro teórico a explicar o uso modal polifônico em termos do sistema óctuplo, incluindo essas transposições. Ainda em 1581, Illuminato Aiguino da Brescia publicou a teoria mais elaborada defendendo o sistema óctuplo para a música polifônica contra as inovações de Glarean, na qual ele considerava os tradicionais modos de cantochão 1 e 2 (dórico e hipodórico) na posição afim (isto é, com suas finais em lá (A) em vez de em ré (D)) como um composto de espécies de dois modos, que ele descreveu como "modos mistos". Glarean acrescentou Eólio como o nome do novo modo nono: o modo natural relativo em lá (A) com a quinta justa como dominante, tom de recitação, nota de recitação [en] ou tenor. O décimo modo, a versão plagal do modo eólio, Glarean chamou de Hipoeólio ("sob eólio"), baseado na mesma escala relativa, mas com a terça menor como seu tenor, e tendo uma extensão melódica de uma  [en] abaixo da tônica para uma quinta justa acima dela.
Estudiosos dos últimos três séculos consideraram os modos adicionados por Glarean como a base da divisão menor/maior da música clássica européia, já que a música homofônica substituiu a polifonia renascentista. Howard S Powers considera isso uma simplificação exagerada, uma vez que a tonalidade de lá (A) menor é tão intimamente relacionada aos antigos modos transpostos 1 e 2 (dórico e hipodórico) com finais em lá (A) - bem como ao modo 3 (frígio) - quanto é para o eólio de Glarean.
No uso moderno, o modo eólio é o sexto modo da escala maior e tem a seguinte fórmula:
1, 2, ♭3, 4, 5, ♭6, ♭7, 8
O modo eólio é o sexto modo da escala maior, ou seja, é formado a partir do sexto grau (submediante) da escala maior. Por exemplo, se o modo eólio for usado em sua afinação de notas totalmente brancas com base em lá (A), isso seria uma tríade de 'lá (A) menor, que seria a submediante na tonalidade relativa maior de dó (C) maior.

## Harmonia eólia

Toda a harmonia eólia, exceto a en finalizando esta progressão i–v–i–iv–i–v–I

A harmonia eólia é uma harmonia ou progressão de acordes criada a partir de acordes do modo eólio. Comumente conhecida como escala "menor natural", ela permite a construção das seguintes tríades (acordes de três notas construídos a partir de terças maiores ou menores), em símbolos musicais populares: i, ♭III, iv, v, ♭VI e ♭VII. A escala também produz iio, o que é evitado porque é diminuto. O sensível e o V maior que o contém também não são usados, pois não fazem parte do modo eólio (escala menor natural). No entanto, a harmonia eólia pode ser usada com mistura de modos.
Por exemplo, ♭VII [en] é um acorde maior construído no sétimo grau da escala, indicado por  algarismos romanos maiúsculos para sete.
Existem subconjuntos comuns, incluindo i–♭VII–♭VI, i–iv–v e sequências de acordes derivados da pentatônica menor de blues, como I–♭III–IV, I–IV, ♭VII (o verso de "I'm your man" [en]). Todos eles carecem de cadências perfeitas (V–I) e podem ser pensados como derivados de regras reescritas usando estruturas de quartas recursivas (progressão repetida por quarta justa [en], ver progressão circular [en]). Middleton sugere estruturas modais e de quarta orientação que, em vez de serem "distorções ou transformações superficiais do núcleo V-I favorito de Schenker, é mais provável que ambas sejam ramificações de um princípio mais profundo, o de diferenciação tônico/não-tônica."